# Liriomyza violicaulis
Liriomyza violicaulis är en tvåvingeart som beskrevs av Erich Martin Hering 1962. Liriomyza violicaulis ingår i släktet Liriomyza och familjen minerarflugor.
Artens utbredningsområde är Tyskland. Inga underarter finns listade i Catalogue of Life.